# 버몬터
버몬터(영어: Vermonter)는 미국 워싱턴 D.C. 유니언 역에서 버몬트주 세인트앨번스 세인트앨번스 역까지 운행되는 지역철도이다.

## 역사 및 현황
1972년부터 1995년까지 CSX 교통, 메트로 노스 철도, 암트랙에서 야간 열차인 몬트리올로 운행 했던 노선으로 암트랙이 주간 열차로 전환 되면서 1995년에 운행을 재개했다.

## 운행 노선

암트랙 버몬터 노선도 (interactive map)

## 사진

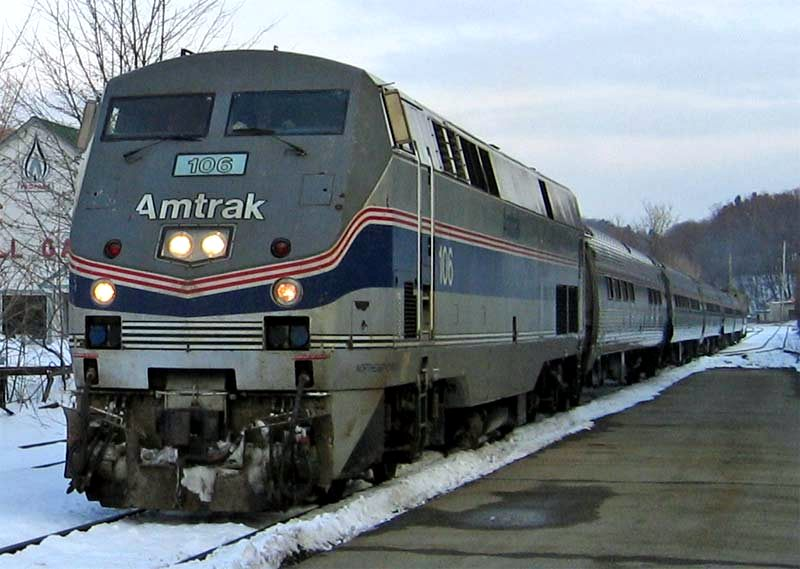
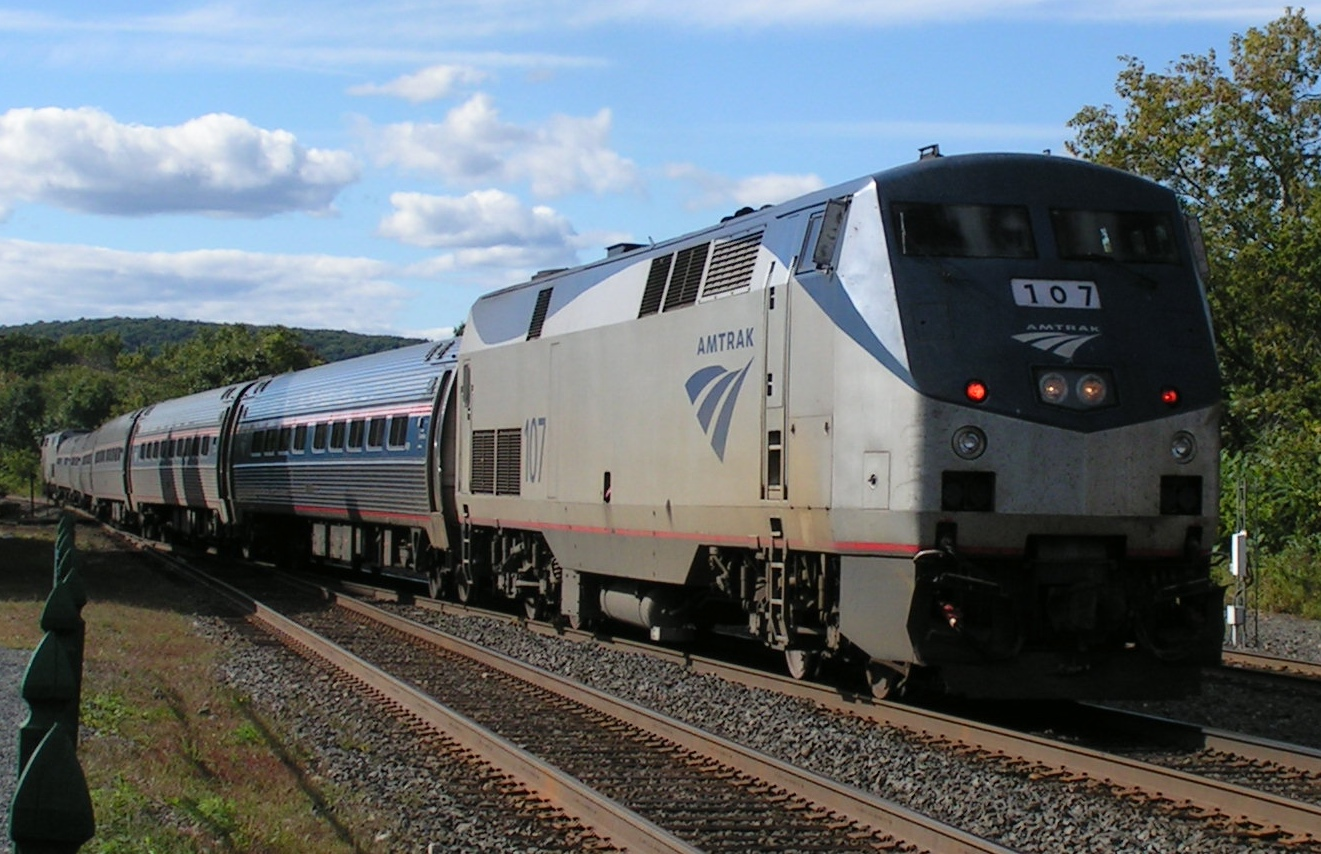
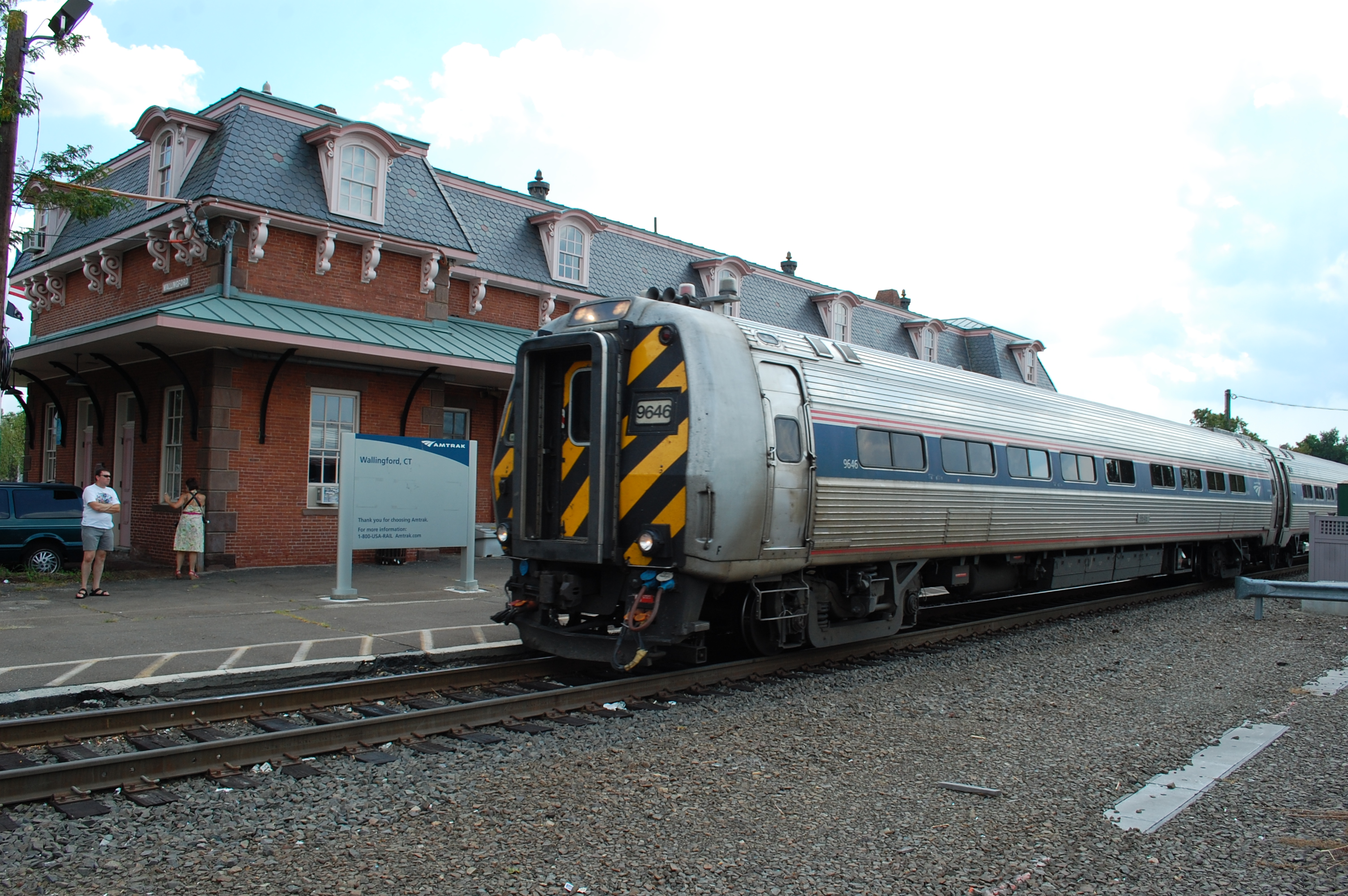

## 같이 보기
- 애디론댁 (열차)
- 메이플 리프 (열차)